# Munnopsurus leavis
Munnopsurus leavis là một loài chân đều trong họ Munnopsidae. Loài này được Schultz miêu tả khoa học năm 1978.